# The Servant (альбом)
The Servant — третий альбом британской группы The Servant, вышедший в 2004 году. Диск является первым полноформатным альбомом группы.

## Об альбоме
Это альбом о том, как одинока жизнь в большом городе, хотя в ней есть много замечательного. У меня с Лондоном отношения любви-ненависти, и мои песни это отражают. Западный человек живёт в достаточно комфортных условиях, оставаясь в то же время жертвой постоянных неврозов, с которыми невозможно бороться
История группы

## Список композиций
1. Cells — 4:50 — инструментальная версия использовалась в трейлере к фильму Sin City, но в число саундтреков не вошла
2. Beautiful Thing — 4:00
3. Liquefy — 3:41
4. Body — 4:42
5. Devil — 4:16
6. Orchestra — 3:32
7. I Can Walk in Your Mind — 3:42
8. Not Scared, Terrified — 4:18
9. Jesus Says — 4:04
10. Get Down — 3:11
11. Glowing Logos — 6:12

### Ограниченный выпуск
Ограниченный выпуск включал следующие дополнительные треки:
1. Jack the Ripper — 3:41
2. Brand New Lover — 4:24
3. Papyrus — 5:13
4. Oh No, No, Not Another One — 2:34

## Синглы
- Orchestra (2003)
- Liquefy (2004)
- Cells (2005)